# Nuoto in acque libere ai campionati mondiali di nuoto 2019 - 25 km maschili
La gara dei 25 km in acque libere maschile si è svolta la mattina del 19 luglio 2019 nelle acque dell'Expo Ocean Park della città di Yeosu. La gara è iniziata alle 8:00 ora locale.
Vi hanno preso parte 24 atleti, provenienti da 15 diverse nazioni. 

## Medaglie
| Posizione | Atleta             | Nazionalità |
| --------- | ------------------ | ----------- |
| Oro       | Axel Reymond       | Francia     |
| Argento   | Kirill Belyaev     | Russia      |
| Bronzo    | Alessio Occhipinti | Italia      |

## Risultati
| Pos | Atleta               | Nazione            | Tempo     |
| --- | -------------------- | ------------------ | --------- |
|     | Axel Reymond         | Francia            | 4:51:06.2 |
|     | Kirill Belyaev       | Russia             | 4:51:06.5 |
|     | Alessio Occhipinti   | Italia             | 4:51:09.5 |
| 4   | Simone Ruffini       | Italia             | 4:51:14.9 |
| 5   | Kai Edwards          | Australia          | 4:51:17.2 |
| 6   | Evgeny Drattsev      | Russia             | 4:51:19.6 |
| 7   | Alberto Martínez     | Spagna             | 4:51:44.1 |
| 8   | Andreas Waschburger  | Germania           | 4:52:26.3 |
| 9   | Sören Meißner        | Germania           | 4:52:52.9 |
| 10  | Gergely Gyurta       | Ungheria           | 4:52:57.5 |
| 11  | Matěj Kozubek        | Rep. Ceca          | 4:54:27.5 |
| 12  | Yuval Safra          | Israele            | 4:54:38.7 |
| 13  | Evgenij Pop Acev     | Macedonia del Nord | 4:54:39.9 |
| 14  | David Heron          | Stati Uniti        | 4:55:11.8 |
| 15  | Brennan Gravley      | Stati Uniti        | 4:57:17.5 |
| 16  | Vitaliy Khudyakov    | Kazakistan         | 4:58:33.0 |
| 17  | Daniel Delgadillo    | Messico            | 5:02:41.6 |
| 18  | Bailey Armstrong     | Australia          | 5:04:10.7 |
| 19  | Lu Mingyu            | Cina               | 5:15:20.6 |
| 20  | Wang Ruoyu           | Cina               | 5:15:29.3 |
| 21  | Lev Cherepanov       | Kazakistan         | 5:22:47.4 |
| 22  | Maximiliano Paccot   | Uruguay            | 5:41:44.7 |
| -   | Marc-Antoine Olivier | Francia            | DNF       |
| -   | Kristóf Rasovszky    | Ungheria           | DNF       |